# Ладья (сянци)

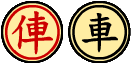
Красная и чёрная
ладья сянци.

Ладья — сильнейшая фигура в китайских шахматах сянци.
В начальной расстановке сянци у каждой стороны есть по 2 ладьи, стоящих в углах доски.

## Обозначение
Обозначения красных и чёрных ладей могут различаться:
- Красная ладья — кит. трад. 俥, упр. 伡, пиньинь chē, «чэ»,
- Чёрная ладья — кит. трад. 車, упр. 车, пиньинь chē, «чэ» — «колесо», «колесница», «повозка».

но могут и совпадать: зачастую различающий ключ «жэнь» в написании красных фигур не применяется.
Обозначение в западной нотации: R.

## Правила хода
Ходит и ест ладья сянци точно так же, как и шахматная ладья: через любое число пустых пунктов по вертикали или горизонтали.

## Свойства
Стоит ладья в 2 с лишним раза больше, чем следующие за ней по ценности фигуры — пушки и кони.
В дебюте сянци крайне важно быстрое развитие ладей: горизонтальное (вывод их на вертикали без пешек) и вертикальное (вывод их на свободные горизонтали, например на берег реки).
Идеальное положение ладьи для атаки — на 2-й горизонтали противника, на краю дворца (в «глазу» слона).

## Эндшпили
Оценка некоторых эндшпилей с одинокой ладьёй против различных наборов фигур:
- R против 2A+E — всегда победа
- R против 2A+2E — ничья или победа, в зависимости от конфигурации
- R против 2A+H — всегда победа
- R против 2E+H — ничья или победа, в зависимости от конфигурации
- R против 2E+C — ничья или победа, в зависимости от конфигурации
- R против 2A+C — ничья или победа, в зависимости от конфигурации
- R против A+E+C — всегда победа
- R против A+E+H — всегда победа
- R против 2H — ничья
- R против 2C — ничья
- R против трёх высоких пешек — ничья

## Чанги
От ладьи сянци происходит обозначаемая таким же иероглифом ладья чанги. Отличие ладьи чанги от ладьи сянци — в дополнительной возможности ходить по диагоналям дворца.